# メディナ・ヨーオ＝フラ県
メディナ・ヨーオ＝フラ県（フランス語：Département de Médina Yoro Foulah）は、セネガルコルダ州の県。
県都はメディナ・ヨーオ＝フラ。
2013年の人口は約13.8万人。
座標: 北緯13度18分 西経14度43分 / 北緯13.300度 西経14.717度